# Kaple Panny Marie Bolestné (Království)
Kaple Panny Marie Bolestné stojí nedaleko kostela svatého Vavřince v Království (místní část města Šluknov). Pochází z roku 1840 a v roce 2015 prošla celkovou rekonstrukcí.

## Historie
Kapli, dnes zasvěcenou Panně Marii Bolestné (původní zasvěcení neznámé), dal postavit roku 1840 statkář Eduard Jungnikel z usedlosti čp. 60. Nevelká sakrální stavba vyrostla na jeho pozemku (parcelní číslo 1943) v době, kdy ještě nebyl postaven opodál stojící kostel svatého Vavřince. Kaple byla využívána a průběžně udržována potomky zakladatele. Poslední větší opravou prošla patrně ve 30. letech 20. století. Po druhé světové válce a odsunu původních obyvatel zpustla a postupně chátrala, okolí zarostlo nálety, inventář byl ukraden. Na počátku 21. století již poškozenou střechou zatékalo do krovu.
Z iniciativy města Šluknov, které je vlastníkem stavby, prošla kaple v roce 2015 celkovou rekonstrukcí. Během ní byly obnoveny vnitřní i vnější omítky, opraven byl krov a položena nová krytina, okna a dveře se dočkaly osazení nových mříží, opravena byla podezdívka a nově položena podlaha. Zhotovitelem oprav se stal Ing. Vojtěch Král z Mladé Boleslavi. Celkové náklady na rekonstrukci dosáhly částky 200 381,10 Kč, z toho 50 000 Kč činila dotace Ústeckého kraje. Slavností žehnání obnovené kaple provedl šluknovský arciděkan (zároveň administrátor excurrendo ve farnosti Království) P. Pavel Procházka u příležitosti státního svátku dne 17. listopadu 2015. O údržbu kaple se společně starají město Šluknov a Šluknovské Království, z. s. Stavba není památkově chráněna.

## Popis
Kaple stojí na čtvercovém půdorysu při hlavní silnici č. III/2662 ve směru na Šluknov a Jiříkov. Podezdívka je kamenná, stavba samotná je postavena z pálených cihel. Vstup zakončuje půlkruhový oblouk, dveře nahrazuje kovaná mříž. Portál tvoří dva pilastry, jenž přecházející v rustiku zakončenou štukovým křížem. Vysoký trojúhelníkový štít je lemován širokou korunní římsou. Obě boční stěny jsou shodné; uprostřed lizénového rámce je umístěno jedno malé, půlkruhově zakončené okno osazené mříží. Sedlová střecha bez věže je krytá břidlicí, nad štítem ji zdobí kamenný kříž. Omítky jsou hladké, bílé, pouze lizénové rámce jsou jemně tónované. Podlahu pokrývají dlaždice v cihlové barvě, strop je plochý. Skromný inventář tvoří malý oltář a obraz Bolestné Panny Marie (původní vybavení se nedochovalo). Po stranách kaple rostou dvě nově zasazené lípy velkolisté.

## Galerie

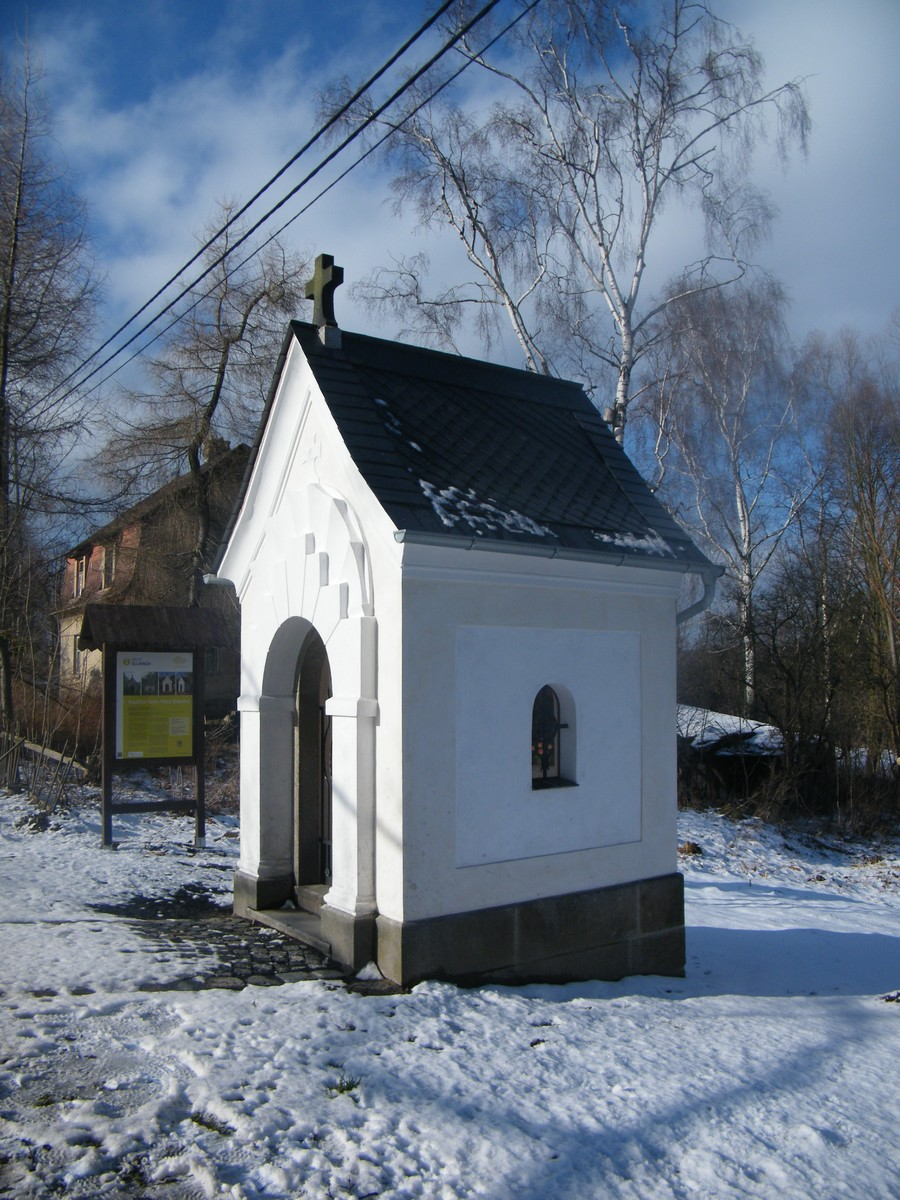
Opravená kaple (2016)
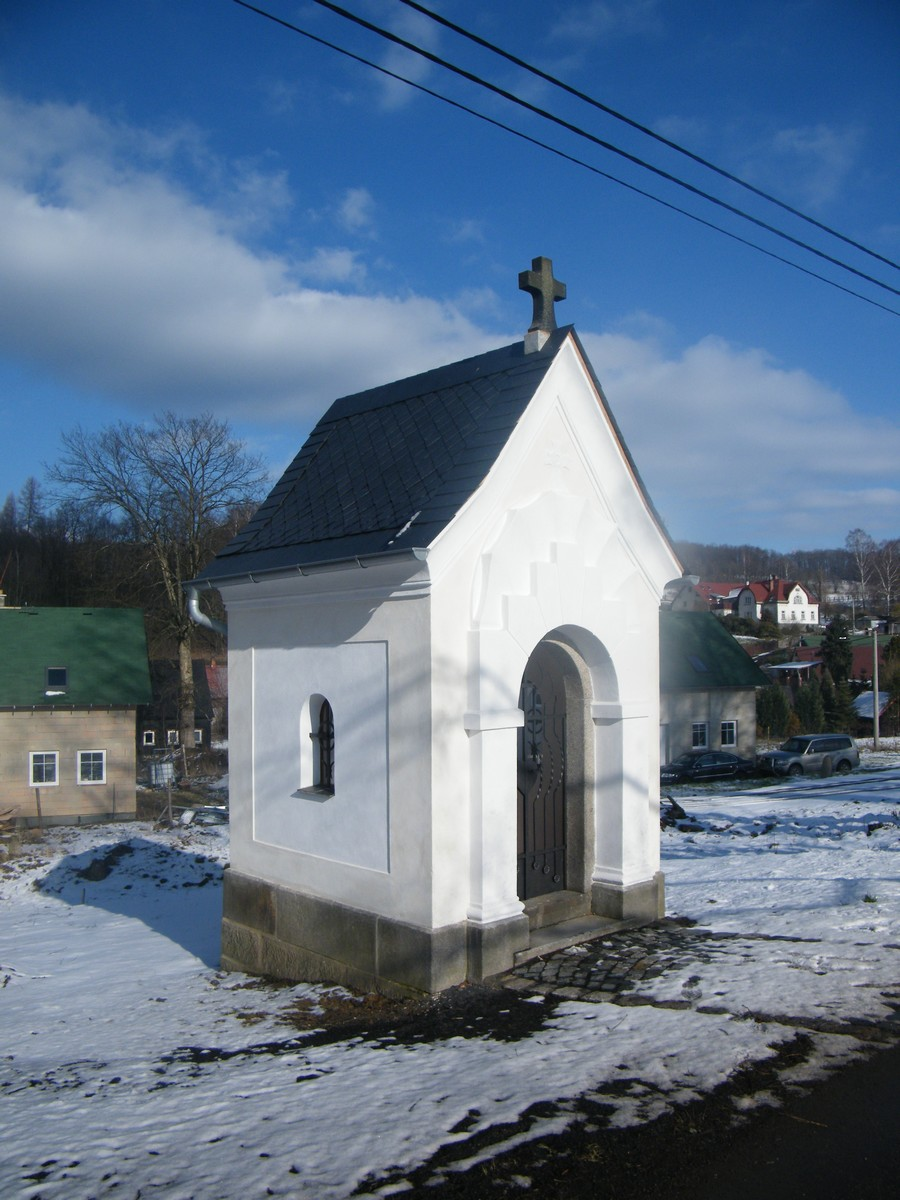
Opravená kaple (2016)
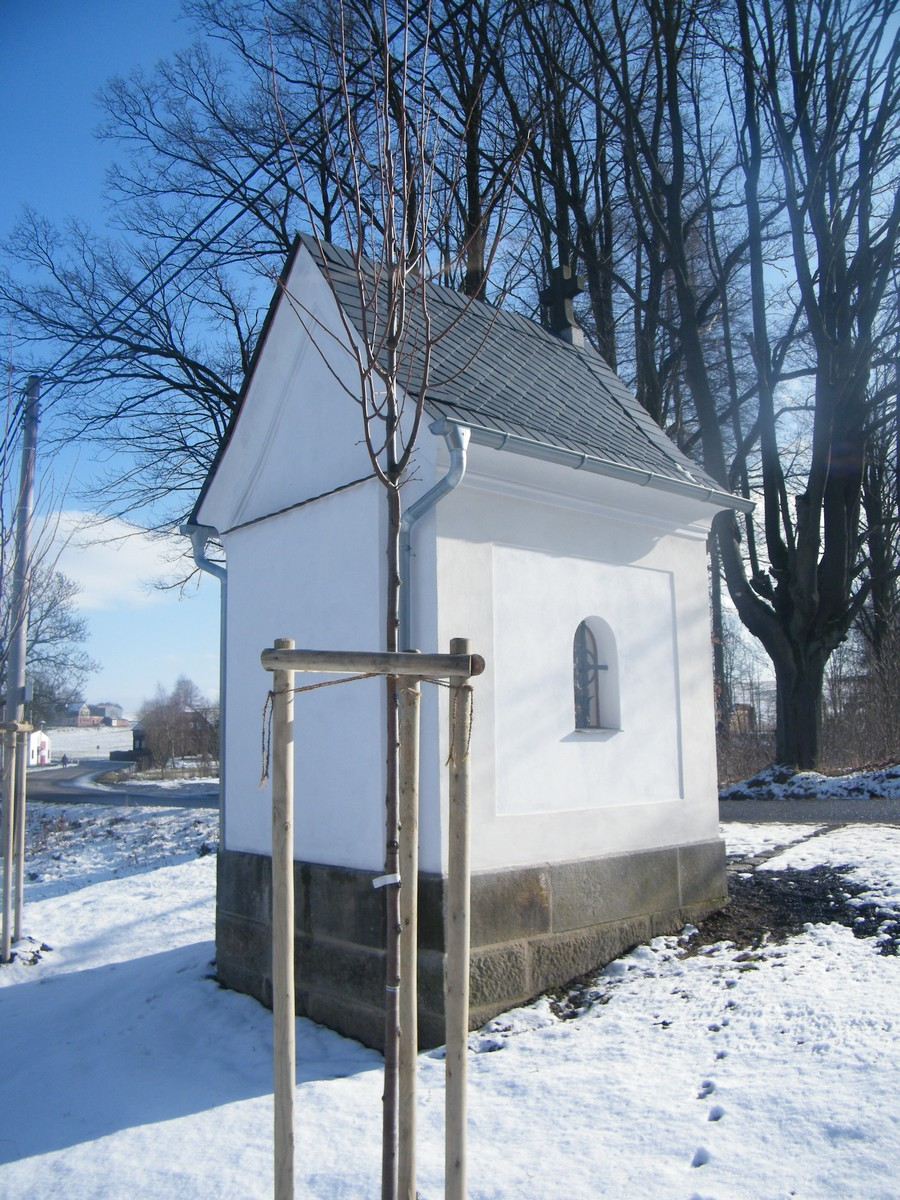
Zadní pohled na kapli (2016)
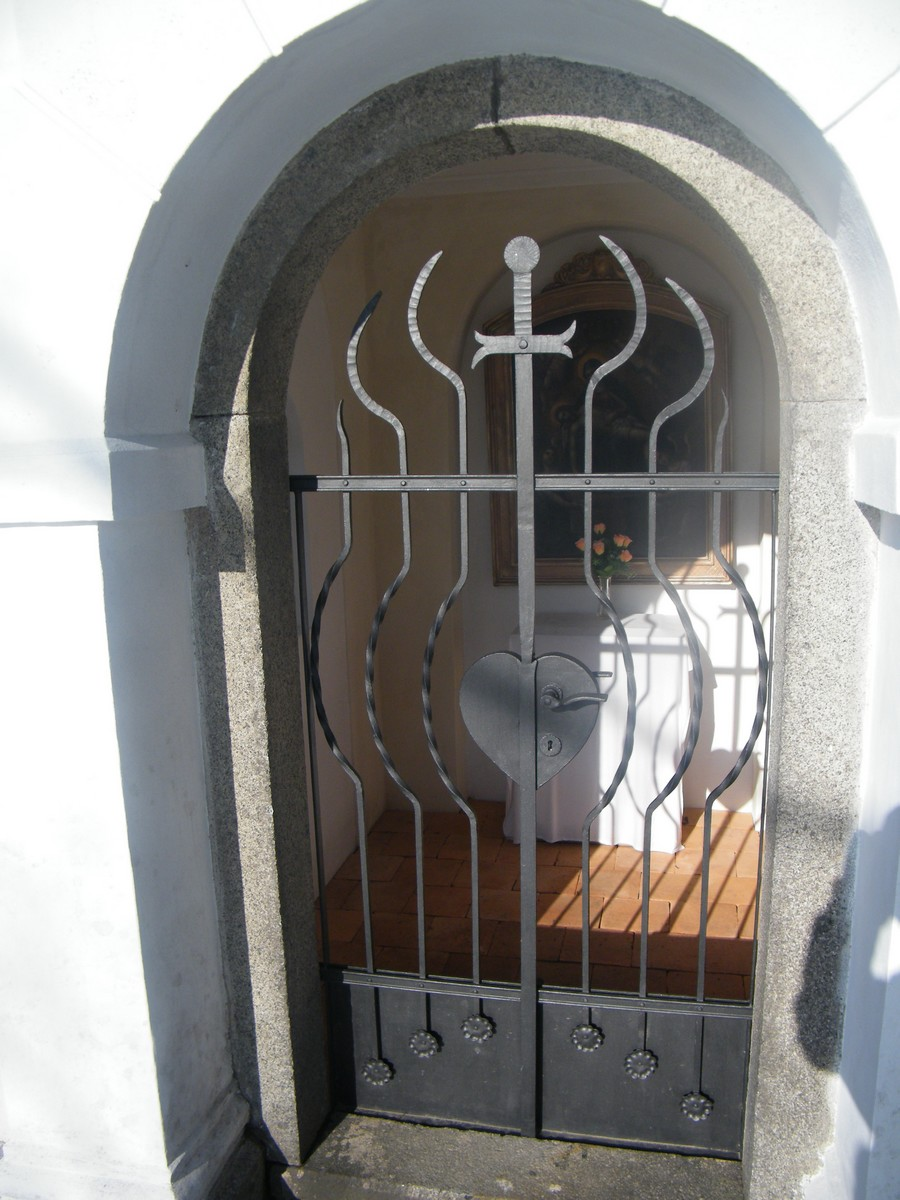
Interiér kaple (2016)
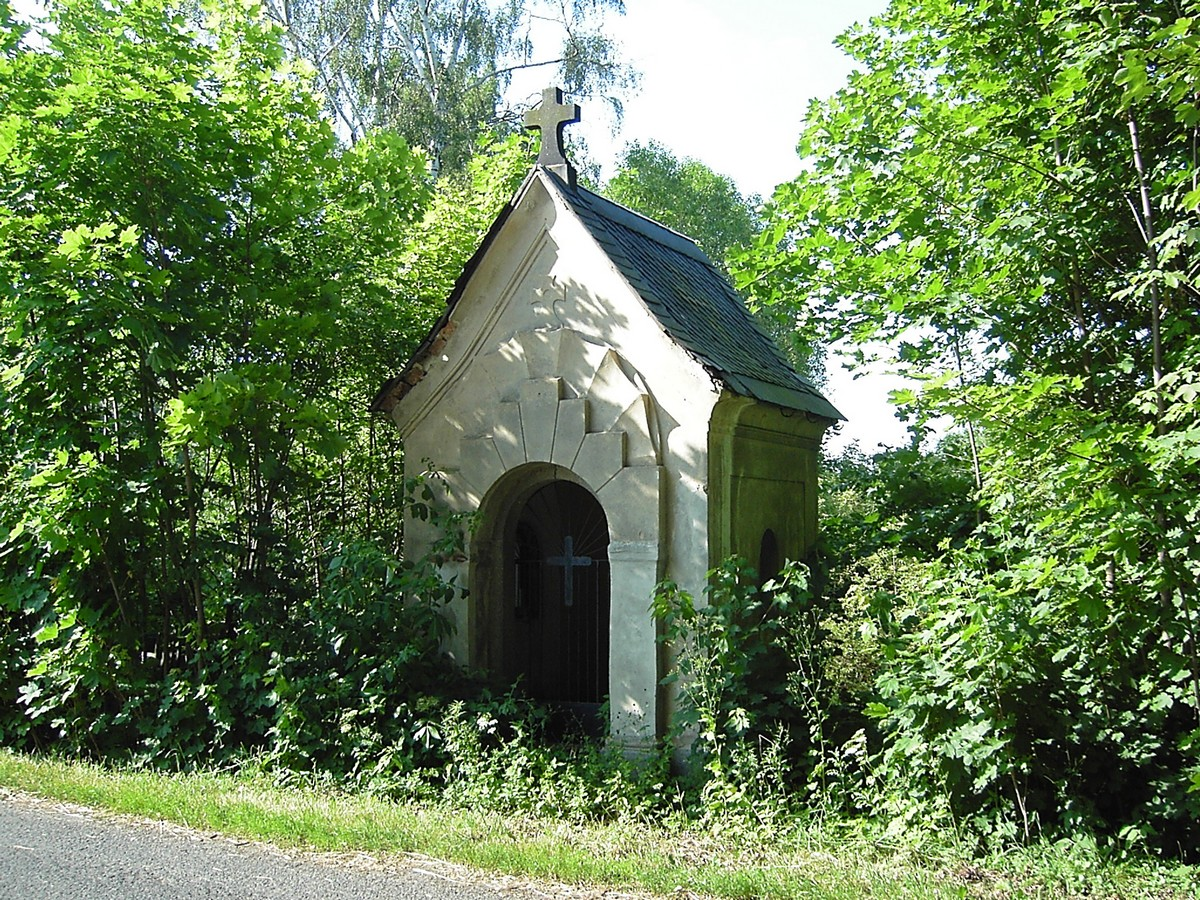
Kaple před rekonstrukcí (2006)